# NGC 7384
NGC 7384 је појединачна звезда у сазвежђу Пегаз која се налази на NGC листи објеката дубоког неба.
Деклинација објекта је + 11° 29' 17" а ректасцензија 22h 49m 42,5s. Привидна величина (магнитуда) објекта NGC 7384 износи 14,1.